# Careful Confessions
Careful Confessions è l'album di debutto di Sara Bareilles, pubblicato nel 2004.

## Tracce
1. Gravity – 3:58
2. Undertow – 4:42
3. Love on the Rocks – 4:18
4. Responsible – 4:33
5. One Sweet Love – 3:56
6. Fairytale – 2:50
7. Come Round Soon – 4:50
8. Inside Out – 5:19
9. City – 4:35
10. Red – 4:19
11. My Love – 6:03